# Варда Фока Старији
Варда Фока (грч. Βάρδας Φωκᾶς; око 878-око 968) био је византијски војсковођа с почетка 10. века. Отац је цара Нићифора II Фоке.

## Биографија
Варда је припадао знаменитој породици Фока. Његов отац био је Нићифор Фока Старији који се истакао ратовањем у Италији, а старији брат Лав Фока Старији. Године 917. учествовао је у катастрофалном визатијском поразу код Анхијала од стране бугарског цара Симеона I. 
Године 941. постаје гувернер теме Армениакона, некадашње Пафлагоније. Исте године је учествовао у византијско-руском рату пружајући отпор руском цару Игору I све док нису стигла појачања под Јованом Куркуасом. Године 945. именован је од стране Константина VIΙ Порфирогенита за врховног команданта источних трупа. На том месту га је 953. године након рањавања сменио његов син Нићифор. Син му је доделио титулу цезара када је постао цар. Варда је умро 968. године. Имао је око 90 година.